# Jaroslav Vodrážka (varhaník)
Jaroslav Vodrážka (14. května 1930 Martin – 16. dubna 2019 Pastviny) byl český varhaník, především varhanní improvizátor.

## Život
Narodil se v Turčianském Svätém Martině na Slovensku v rodině výtvarníka Jaroslava Vodrážky a Gabriely, roz. Vanovičové (10. ledna 1909 Martin – 18. listopadu 1992 Praha). V roce 1939 se přestěhovali do Prahy. Studoval na konzervatoři a Akademii múzických umění hru na varhany. Získal např. zlatou cenu v improvizační soutěži v nizozemském Haarlemu v roce 1958. Mezi jeho žáky patří mimo jiné Vladimír Roubal, Jaroslav Tůma, Vladimír Jelínek nebo Markéta Procházková.